# 甕依姫
甕依姫（みかよりひめ、生没年不詳）は、『筑後国風土記』逸文にみえる古代日本の巫女。

## 概要
筑後国風土記
昔　此堺上　有鹿猛神　往来之人　半生半死　其数極多　因曰人命尽神　干時　筑紫君肥君等占之　令筑紫君等之祖甕依姫　為祝祭之　自爾以降　行路之人　不被神害　是以曰筑紫神
昔、こ（筑前・筑後）の国境に荒ぶる神がいて、通行人の半分は生き半分は死んでいた。その数は極めて多かった。そこで「人の命尽の神」（ひとのいのちつくしのかみ）と言った。筑紫君、肥君らの占いによって、筑紫君等の先祖である甕依姫を祭司としてまつらせたところ、これより以降は通行人に神の被害がなくなったという。これを持って「筑紫神」と言う。

## 諸説
甕依姫について、九州王朝説を唱えた古田武彦は『魏志倭人伝』にいうとこの卑弥呼のことであるとしている。